# Thibault Delphis
Thibault Delphis, né le 5 octobre 2002 à Annecy, est un footballeur français qui évolue au poste de défenseur central au FC Annecy.

## Biographie

### Débuts et formation
Thibault Delphis, né le 5 octobre 2002 à Annecy, débute le football au FC Annecy ou il évoluera dans un premier temps dans les catégories jeunes du club Haut-Savoyard, puis avec l'équipe réserve. 

### FC Annecy
Le 5 aout 2023, Delphis effectue son premier match avec le FC Annecy contre l'EA Guingamp (défaite 4-1).
Le 27 juin 2024, Thibault Delphis signe son premier contrat professionnel avec le FC Annecy, il paraphe un contrat allant jusqu'en 2026.